# Hiltine
 (juillet 2023).
Hiltin ou Hiltine (mort le 8 novembre 923 à Augsbourg) est évêque d'Augsbourg de mai 909 à sa mort.

## Biographie
On sait peu de choses sur sa vie et son œuvre.
On pense qu'il n'a pas de lien de servage. Il est cependant élu rapidement après la mort de son prédécesseur Adalbert avec l'appui de l'empereur, à la place de son chambellan Ulrich, alors en pèlerinage à Rome, qui avait le soutien du pape Serge III et de nobles bavarois, et qui deviendra évêque d'Augsbourg à la mort de Hiltine,.
Hiltin aurait participé au synode de Hohenaltheim (de) en 916, au cours duquel le comte Erchanger Ier de Souabe et son frère Berchthold furent condamnés.